# 도꼬마리
도꼬마리는 국화과의 한해살이풀이다. 동아시아, 유럽, 북아메리카에 분포한다. 한반도에서는 외래종으로서 토착화한 식물이다.

## 특징
높이는 10cm 정도. 전체에 털이 있고 줄기는 곧게 선다. 잎은 어긋나며 잎자루가 길고, 길이가 5 ~ 15cm의 넓은 삼각형으로 끝이 3 ~ 5갈래로 얕게 갈라지고 3맥이 뚜렷하다. 양면이 거칠거칠하고 가장자리에는 톱니가 있다. 꽃은 원추꽃차례로 8 ~ 9월에 황색으로 피는데, 수꽃의 두상화는 둥글며 끝에 달리고, 암꽃의 두상화는 밑에 달리며 5개의 돌기가 있다. 총포는 길이가 3cm 정도의 타원형으로 갈고리 같은 돌기가 있으며 그 속에 2개의 열매가 들어 있다. 열매는 수과로서 넓은 타원형이며 갈고리 같은 돌기가 있어서 다른 물체에 잘 붙는다. 한방에서는 열매를 창이자(倉耳子)라 하여 치풍·평산제·거풍·두통 등에 사용하고, 민간에서는 감기·두통에 잎을 말려 가루로 만들어 술에 타서 복용한다.